# Franz Richter (Industrieller)

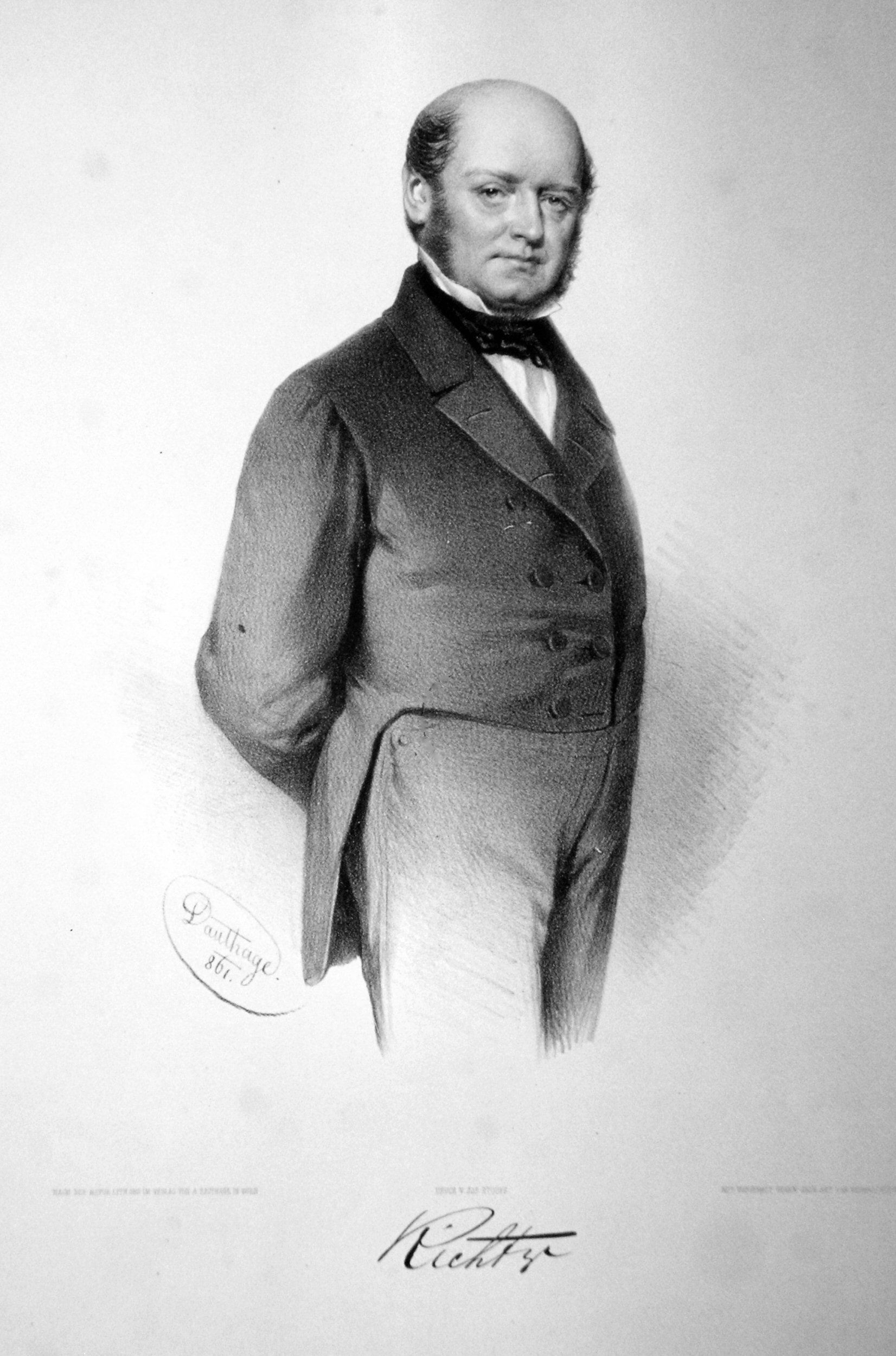
Franz Richter, Lithographie von Adolf Dauthage, 1861

Franz Richter (* 1810 in Buchau in Böhmen; † 3. Jänner 1861 in Wien) war ein österreichischer Unternehmer und Hauptdirektor der Creditanstalt für Handel und Gewerbe.